# Novobulahivka, Lutuhîne
Novobulahivka (în ucraineană Новобулахівка) este un sat în comuna Orihivka din raionul Lutuhîne, regiunea Luhansk, Ucraina.

## Demografie
Componența lingvistică a localității Novobulahivka
     Rusă (67,1%)
     Ucraineană (32,26%)
Conform recensământului din 2001, majoritatea populației localității Novobulahivka era vorbitoare de rusă (67,1%), existând în minoritate și vorbitori de ucraineană (32,26%).